# Waldemar Bastos
Waldemar dos Santos Alonso de Almeida Bastos, conhecido como Waldemar Bastos (Mabanza Congo, 4 de janeiro de 1954 – Lisboa, 10 de agosto de 2020), foi um músico e cantor angolano que combinava afropop, fado e influências brasileiras.

## Biografia
Começou a cantar em uma idade muito precoce utilizando instrumentos de seu pai. Após a independência de Angola em 1975, com 28 anos fugiu da República Popular de Angola para Portugal para escapar da guerra civil entre o Movimento Popular de Libertação de Angola (MPLA) e a União Nacional para a Independência Total de Angola (UNITA). 
Na sua música, Bastos elogia a identidade nacional e faz um apelo à fraternidade universal. Em 2008 foi distinguido com um Diploma de Membro Fundador da União dos Artistas e Compositores e um Prémio Award, em 1999, pela World Music. O jornal New York Times considerou, em 1999, o seu disco Black Light uma das melhores obras da época. 
Morreu no dia 9 de agosto de 2020 em Lisboa, aos 66 anos, vítima de um cancro.

## Discografia
Gravou os discos: 
- 1983: Estamos Juntos (EMI Records Ltd)
- 1989: Angola Minha Namorada (EMI Portugal)
- 1992: Pitanga Madura (EMI Portugal)
- 1997: Pretaluz [blacklight] (Luaka Bop)
- 2004: Renascence (World Connection)
- 2008: Love Is Blindness (2008)
- 2012: Classics of my soul (2012)